# ウィリアムズ・FW18
ウィリアムズ・FW18 (Williams FW18) は、ウィリアムズが1996年のF1世界選手権に投入したフォーミュラ1カー。デザイナーはパトリック・ヘッドとエイドリアン・ニューウェイ。

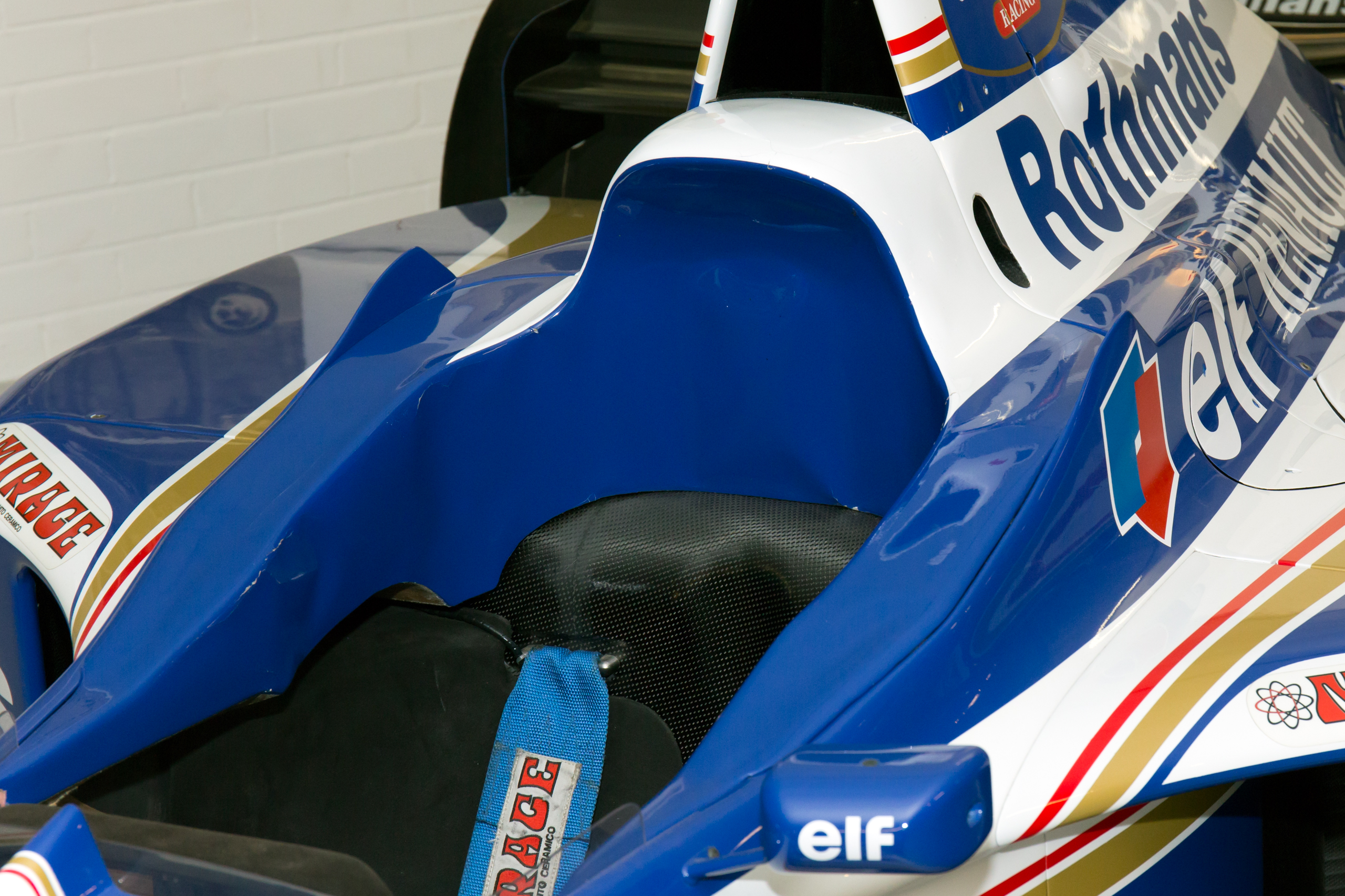
FW18最大の特徴であるプロテクター端部のフィン。

## 概要

### 開発
前年のFW17Bを基本に発展改良させたマシンであり、'96年の新規定に合わせてデザインされた部分を除けば似た外見となった。しかしニューウェイは「FW17の出来は良かったが、セットアップが少しトリッキーなマシンになってしまった。だからFW18では変えるべき部分については白紙からデザインをしようと思った。昨年問題が多かった信頼性を向上させたかったので、特に油圧システムはルノー・スポールのエンジニアの力も借りて、かなり深い部分まで見直しをした。」「空力バランスも細かい部分を突き詰めて、FW17よりもセッティング変更に対する反応を良くしたかった。」と設計で配慮した点を語っている。
外見上の特徴は、この年より義務付けられたコックピットのサイドプロテクターの上部に小さなフィンを立てている（これに近いアイデアはジョーダン・196でも用いられていた）。これによりレギュレーションをクリアしながら優れた空力性能を持つ事を目指した。サスペンションは前後ともロール・ピッチ別制御の進化させたシステムを導入。フロントにはトーションバーが採用されたが、これはシートポジションをそれ以前より寝そべる形に変更したことで、スプリングダンパーユニットを収めるスペースが無くなってしまった影響である。
新しいルノー・RS8エンジンに結合されたギアボックスは、縦置き化が進行していたF1界でのトレンドに反し、引き続き横置きギアボックスを継続使用しているが、ニューウェイは「FW17Bのトランスミッションは非常に優れていたので、主要部分をそのまま残した。」と述べている。
もう一つのポイントとして、後年ニューウェイ作マシンの基本ともなる「高レーキ角」を初めて採用した事が挙げられる。チームでは風洞実験の結果、レーキ角を高く取ることによりダウンフォースが大幅に増加することを確認していたが、マシンの重心高が上がることやタイヤへの影響などを考慮して採用を控えていたもので、この前年のテストで前記のデメリットを差し引いても大きなメリットがあることが確認できたため採用に踏み切った。

### 1996年シーズン
FW18は初めて大柄なヒルの体に合わせてコクピットが設計されたためドライバーの負担も減り、FW17の弱点の一つでもあった信頼性も向上させ（16戦中14戦で表彰台圏内フィニッシュ、2台リタイアはモナコGPの1回のみ）、時のライバルであったベネトンとフェラーリがさまざまな理由で苦戦を強いられた中、シーズンを通して他チームを圧倒した。ヴィルヌーヴはCARTのオーバルコースで片側に曲がり続けるなどのCARTで学んだ独特のセッティングを要求したが、ドライバー2人の方針が違うにもかかわらずFW18はそれにもよく対応した。
FW18で記録した16戦中12勝は、1992年のFW14B、1993年のFW15C（両方とも16戦中10勝）を上回り、チーム史上最多記録である。
ヒルはFW18を「FW17より明らかに乗り心地がよくなり、タイムアタックしやすくなった。」と述べて、「FW18は珠玉の1台と言っていいと思う。ファンタスティックで、エキサイティング。少しも複雑じゃないところが最大の美点で、ステアリングには無線とドリンクとニュートラルにするNのボタン、裏側のシフトパドルのみだ。素晴らしい時間を過ごさせてもらったよ。」と自身の乗ったマシンの中で最高のマシンと評している。
ニューウェイも「運転しやすいと言ってもらえて安心した。それこそがこのマシンで一番実現したいことだった。」と地道な改善の成果を喜んだ。

## スペック

### シャーシ
- シャーシ名 FW18
- 前トレッド 1670mm
- 後トレッド 1600mm
- ホイールベース 2890mm
- 全長 4150mm
- 材質 カーボンファイバー・コンポジット
- クラッチ AP
- ギアボックス 6速セミオートマチック

### エンジン
- エンジン名 ルノーRS8/RS8B
- 排気量 3000cc
- 気筒数 V型10気筒
- 燃料・潤滑油 エルフ

## 成績
| 年   | マシン | No. | ドライバー   | 1                  | 2            | 3                | 4            | 5              | 6          | 7            | 8          | 9            | 10           | 11         | 12             | 13           | 14           | 15             | 16       | ポイント | ランキング |
| ---- | ------ | --- | ------------ | ------------------ | ------------ | ---------------- | ------------ | -------------- | ---------- | ------------ | ---------- | ------------ | ------------ | ---------- | -------------- | ------------ | ------------ | -------------- | -------- | -------- | ---------- |
| 1996 | FW18   |     |              | オーストラリアの旗 | ブラジルの旗 | アルゼンチンの旗 | 欧州連合の旗 | サンマリノの旗 | モナコの旗 | スペインの旗 | カナダの旗 | フランスの旗 | イギリスの旗 | ドイツの旗 | ハンガリーの旗 | ベルギーの旗 | イタリアの旗 | ポルトガルの旗 | 日本の旗 | 175      | 1位        |
| 1996 | FW18   | 5   | ヒル         | 1                  | 1            | 1                | 4            | 1              | Ret        | Ret          | 1          | 1            | Ret          | 1          | 2              | 5            | Ret          | 2              | 1        | 175      | 1位        |
| 1996 | FW18   | 6   | ヴィルヌーヴ | 2                  | Ret          | 2                | 1            | 11             | Ret        | 3            | 2          | 2            | 1            | 3          | 1              | 2            | 7            | 1              | Ret      | 175      | 1位        |

太字はポールポジション，斜体字はファステストラップ